# Dudekemia zealandica
Dudekemia zealandica är en rundmaskart som först beskrevs av Clark 1978.  Dudekemia zealandica ingår i släktet Dudekemia och familjen Rhigonematidae. Inga underarter finns listade i Catalogue of Life.